# تسي لونغ هين
تسي لونغ هين (بالصينية: 謝朗軒) هو لاعب كرة قدم صيني في مركز الوسط، ولد في 6 فبراير 1995 في هونغ كونغ في الصين. شارك مع منتخب هونغ كونغ تحت 20 سنة لكرة القدم ومنتخب هونغ كونغ تحت 23 سنة لكرة القدم ومنتخب هونغ كونغ لكرة القدم. أما مع النوادي، فقد لعب مع نادي إيسترن سبورتس ونادي جنوب الصين.

## وصلات خارجية
- تسي لونغ هين على موقع قاعدة بيانات كرة القدم.إي يو (الإنجليزية)
- تسي لونغ هين على موقع Soccerway.com (الإنجليزية)